# مسیرهای بخار
«مسیرهای بخار» (به انگلیسی: Vapor Trails) آلبومی از راش است که در سال ۲۰۰۲ میلادی منتشر شد.